# SEAL Team
A SEAL Team egy 2017-2024 között sugárzott amerikai televíziós sorozat. A műsor alkotója Benjamin Cavell, a történet pedig az amerikai haditengerészet egyik egységének küldetéseit követi nyomon. A szereplők közt megtalálható David Boreanaz, Max Thieriot, Jessica Paré, Neil Brown Jr. és A. J. Buckley.
A sorozatot az Amerikai Egyesült Államokban a CBS mutatta be 2017. szeptember 27-én, Magyarországon az AXN tűzte műsorra 2018. április 30-án.
A sorozat ötödik évadának első pár epizódja még a CBS csatornán volt látható, de az évad zöme már a Paramount+ streaming szolgáltatáson folytatta az évadot. Az évadzáró cliffhanger epizód után jó darabig kérdéses volt, hogy lesz-e folytatás, vagy megszüntetik a sorozatot.
A készítők 2023. november 15-én jelentették be, hogy a sorozat a hetedik évaddal befejeződik.

## Cselekménye
A sorozat az amerikai haditengerészet SEAL csapatának, azon belül a Bravo egységnek a mindennapjaiba enged bepillantást. A Jason Hayes által vezetett egység különösen veszélyes küldetésekben vesz részt, de az akciók mellett a magánéletükben is igyekeznek helytállni.

## Szereplők
| Szereplő                  | Színész          | Magyar hang                               |
| ------------------------- | ---------------- | ----------------------------------------- |
| Jason Hayes               | David Boreanaz   | Széles Tamás                              |
| Clay Spenser              | Max Thieriot     | Csiby Gergely                             |
| Amanda "Mandy" Ellis      | Jessica Paré     | Sallai Nóra (1.,4-7. évad 4. részéig)     |
| Amanda "Mandy" Ellis      | Jessica Paré     | Ruttkay Laura (2-3., 7. évad 5. részétől) |
| Raymond "Ray" Perry       | Neil Brown Jr.   | Láng Balázs                               |
| Sonny Quinn               | A. J. Buckley    | Maday Gábor                               |
| Lisa Davis                | Toni Trucks      | Lamboni Anna (1.,4. évadtól)              |
| Lisa Davis                | Toni Trucks      | Laurinyecz Réka (2-3. évad)               |
| Eric Blackburn parancsnok | Judd Lormand     | Kisfalusi Lehel                           |
| Stella Baxter             | Alona Tal        | Laudon Andrea (1-2.,4. évadtól)           |
| Stella Baxter             | Alona Tal        | Andrádi Zsanett (3. évad)                 |
| Alana Hayes               | Michaela McManus | Bálint Adrienn                            |
| Adam Siever               | Michael Irby     | Orosz Gergely                             |

## Évados áttekintés
| Évad | Évad | Részek száma | Részek száma | Eredeti sugárzás     | Eredeti sugárzás   | Eredeti adó       | Magyar sugárzás    | Magyar sugárzás  | Magyar adó |
| Évad | Évad | Részek száma | Részek száma | Évadbemutató         | Évadzáró           | Eredeti adó       | Évadbemutató       | Évadzáró         | Magyar adó |
| ---- | ---- | ------------ | ------------ | -------------------- | ------------------ | ----------------- | ------------------ | ---------------- | ---------- |
|      | 1.   | 22           | 22           | 2017. szeptember 27. | 2018. május 16.    |                   | 2018. április 30.  | 2018. július 9.  |            |
|      | 2.   | 22           | 22           | 2018. október 3.     | 2019. május 22.    | 2019. április 8.  | 2019. június 24.   |                  |            |
|      | 3.   | 20           | 20           | 2019. október 2.     | 2020. május 6.     | 2020. március 18. | 2020. december 9.  |                  |            |
|      | 4.   | 16           | 16           | 2020. december 2.    | 2021. május 26.    | 2021. április 7.  | 2021. október 13.  |                  |            |
|      | 5.   | 14           | 14           | 2021. október 10.    | 2022. január 23.   | /                 | 2022. március 23.  | 2022. június 22. |            |
|      | 6.   | 10           | 10           | 2022. szeptember 18. | 2022. november 20. |                   | 2023. március 22.  | 2023. május 24.  |            |
|      | 7.   | 10           | 10           | 2024. augusztus 11.  | 2024. október 6.   | 2024. október 10. | 2024. december 12. |                  |            |